# تروي بارنت
تروي بارنت (بالإنجليزية: Troy Barnett)‏ هو لاعب كرة قدم أمريكية أمريكي، ولد في 24 مايو 1971 في جاكسونفيل في الولايات المتحدة.

## وصلات خارجية
- تروي بارنت على موقع مرجع كرة القدم المحترفة.كوم (الإنجليزية)